# Oued Nini
Oued Nini (em árabe: وادى نينى) é uma comuna localizada na província de Oum El Bouaghi, Argélia. Segundo o censo de 2008, a população total da cidade era de 5 119 habitantes.